# Popówek (Mazovie)
Pour les articles homonymes, voir Popówek.
Popówek (prononciation : [pɔˈpuvɛk]) est un village polonais de la gmina de Brwinów dans le powiat de Pruszków de la voïvodie de Mazovie dans le centre-est de la Pologne.

## Histoire
De 1975 à 1998, le village appartenait administrativement à la voïvodie de Varsovie.